# Lijst van snelste ijsbanen van Nederland
Dit is een lijst van Nederlandse ijsbanen waar het snelst werd geschaatst.
Per ijsbaan is het puntentotaal van de vrouwen (van de baanrecords over 500, 1000, 1500, 3000 en 5000 meter) en van de mannen (van de baanrecords over 500, 1000, 1500, 5000 en 10.000 meter) weergegeven. De ijsbanen zijn gerangschikt naar de som van deze totalen. In de tabel zijn alle banen opgenomen waarvan het puntentotaal 460,000 of lager is.
De ijsbanen in de tabel met een lichtgele markering zijn voorlopers van banen elders in de tabel. De baanrecords per afstand zijn te vinden op de website van Speed Skating News (voor de gemarkeerde banen) en in de tabellen onder de ranglijst (voor alle overige banen).
| (Bijgewerkt t/m 31 januari 2021) |            |                            |            |                      |                      |                     |               |
| Nr.                              | Plaats     | Baannaam                   | Hoogte (m) | Baantype             | Puntentotaal Vrouwen | Puntentotaal Mannen | Punten totaal |
| 1                                | Heerenveen | Thialf                     | 0          | Hal                  | 191,562              | 176,222             | 367,784       |
| 2                                | Enschede   | IJsbaan Twente             | 27         | Hal                  | 200,464              | 182,436             | 382,900       |
| 3                                | Groningen  | Kardinge                   | 0          | Semi-overdekt        | 200,397              | 183,047             | 383,444       |
| 4                                | Amsterdam  | Olympisch Stadion*         | 1          | Openlucht, kunstijs  | 203,552              | 187,310             | 390,862       |
| 5                                | Deventer   | De Scheg                   | 8          | Semi-overdekt        | 204,315              | 186,756             | 391,071       |
| 6                                | Den Haag   | De Uithof                  | 0          | Semi-overdekt        | 204,169              | 187,837             | 392,006       |
| 7                                | Alkmaar    | De Meent                   | 0          | Semi-overdekt        | 203,209              | 188,928             | 392,137       |
| 8                                | Leeuwarden | Atje Keulen-Deelstrabaan   | 0          | Hal                  | 205,739              | 186,558             | 392,297       |
| 9                                | Hoorn      | De Westfries               | -1         | Semi-overdekt        | 204,692              | 188,412             | 393,104       |
| 10                               | Breda      | Kunstijsbaan Breda         | 5          | Semi-overdekt        | 205,548              | 188,099             | 393,647       |
| 11                               | Assen      | De Bonte Wever*            | 10         | Semi-overdekt        | 205,948              | 187,877             | 393,825       |
| 12                               | Utrecht    | Vechtsebanen               | 1          | Semi-overdekt        | 205,928              | 189,570             | 395,498       |
| 13                               | Nijmegen   | Triavium                   | 8          | Hal; 333 meter       | 207,244              | 189,316             | 396,560       |
| 14                               | Haarlem    | IJsbaan Haarlem            | 0          | Semi-overdekt        | 205,802              | 191,498             | 397,300       |
| 15                               | Eindhoven  | IJssportcentrum Eindhoven  | 17         | Semi-overdekt        | 207,842              | 189,790             | 397,632       |
| 16                               | Tilburg    | Ireen Wüst ijsbaan         | 14         | Hal                  | 208,881              | 191,229             | 400,110       |
| 17                               | Amsterdam  | Jaap Edenbaan              | -4         | Openlucht, kunstijs  | 211,553              | 193,600             | 405,153       |
| 18                               | Dronten    | Leisure World Ice Center*  | -3         | Hal                  | 213,735              | 192,343             | 406,078       |
| 19                               | Heerenveen | Thialf (buitenbaan)*       | 0          | Openlucht, kunstijs  | 216,264              | 202,132             | 418,396       |
| 20                               | Alkmaar    | De Meent (buitenbaan)*     | 0          | Openlucht, kunstijs  | 220,506              | 202,263             | 422,769       |
| 21                               | Deventer   | IJsselstadion*             | 5          | Openlucht, kunstijs  | 218,747              | 204,679             | 423,426       |
| 22                               | Den Haag   | De Uithof (buitenbaan)*    | 0          | Openlucht, kunstijs  | 217,897              | 206,021             | 423,918       |
| 23                               | Groningen  | IJsstadion Stadspark*      | 1          | Openlucht, kunstijs  | 219,613              | 206,390             | 426,003       |
| 24                               | Assen      | IJsstadion Drenthe*        | 10         | Openlucht, kunstijs  | 223,275              | 203,176             | 426,451       |
| 25                               | Geleen     | Glanerbrook                | 61         | Openlucht, kunstijs  | 226,562              | 205,195             | 431,757       |
| 26                               | Utrecht    | Vechtsebanen (buitenbaan)* | 1          | Openlucht, kunstijs  | 231,047              | 213,794             | 444,841       |
| 27                               | Ammerstol  | De Vooruitgang             | -1         | Openlucht, natuurijs | 244,326              | 214,938             | 459,264       |

* = Niet meer als ijsbaan in gebruik.

## Heerenveen - Thialf
| Afstand      | Schaatser         | Land         | Tijd     | Datum      |
| ------------ | ----------------- | ------------ | -------- | ---------- |
| 500 m        | Jenning de Boo    | NED          | 34,05    | 14-02-2025 |
| 1000 m       | Jenning de Boo    | NED          | 1.07,08  | 16-02-2025 |
| 1500 m       | Kjeld Nuis        | NED          | 1.43,00  | 08-03-2020 |
| 5000 m       | Patrick Roest     | NED          | 6.04,36  | 19-11-2022 |
| 10.000 m     | Nils van der Poel | SWE          | 12.32,95 | 14-02-2021 |
| Puntentotaal | Puntentotaal      | Puntentotaal | 176.006  | 176.006    |

| Afstand      | Schaatsster        | Land         | Tijd    | Datum      |
| ------------ | ------------------ | ------------ | ------- | ---------- |
| 500 m        | Femke Kok          | NED          | 36,97   | 15-02-2025 |
| 1000 m       | Jutta Leerdam      | NED          | 1.12,80 | 28-12-2022 |
| 1500 m       | Antoinette de Jong | NED          | 1.52,95 | 28-12-2022 |
| 3000 m       | Irene Schouten     | NED          | 3.54,04 | 20-11-2022 |
| 5000 m       | Irene Schouten     | NED          | 6.41,25 | 06-03-2023 |
| Puntentotaal | Puntentotaal       | Puntentotaal | 190.151 | 190.151    |

Gezamenlijk puntentotaal: 366.157

## Enschede - IJsbaan Twente
| Afstand      | Schaatser        | Land         | Tijd     | Datum      |
| ------------ | ---------------- | ------------ | -------- | ---------- |
| 500 m        | Ronald Mulder    | NED          | 34,89    | 30-10-2015 |
| 1000 m       | Kjeld Nuis       | NED          | 1.09,15  | 01-11-2015 |
| 1500 m       | Gerben Jorritsma | NED          | 1.47,50  | 31-10-2015 |
| 5000 m       | Jorrit Bergsma   | NED          | 6.18,40  | 30-10-2015 |
| 10.000 m     | Erik Jan Kooiman | NED          | 13.05,96 | 01-11-2015 |
| Puntentotaal | Puntentotaal     | Puntentotaal | 182.436  | 182.436    |

| Afstand      | Schaatsster        | Land         | Tijd    | Datum      |
| ------------ | ------------------ | ------------ | ------- | ---------- |
| 500 m        | Dione Voskamp      | NED          | 38,67   | 29-02-2020 |
| 1000 m       | Jorien ter Mors    | NED          | 1.15,95 | 01-11-2015 |
| 1500 m       | Marijke Groenewoud | NED          | 1.58,50 | 05-03-2022 |
| 3000 m       | Yvonne Nauta       | NED          | 4.09,90 | 31-10-2015 |
| 5000 m       | Carien Kleibeuker  | NED          | 7.06,69 | 01-11-2015 |
| Puntentotaal | Puntentotaal       | Puntentotaal | 200.464 | 200.464    |

Gezamenlijk puntentotaal: 382.900

## Groningen - Kardinge
| Afstand      | Schaatser     | Land         | Tijd     | Datum      |
| ------------ | ------------- | ------------ | -------- | ---------- |
| 500 m        | Ronald Mulder | NED          | 35,23    | 06-01-2013 |
| 1000 m       | Kai Verbij    | NED          | 1.09,54  | 30-10-2016 |
| 1500 m       | Sven Kramer   | NED          | 1.46,88  | 29-10-2016 |
| 5000 m       | Sven Kramer   | NED          | 6.20,40  | 28-10-2016 |
| 10.000 m     | Sven Kramer   | NED          | 13.07,63 | 30-10-2016 |
| Puntentotaal | Puntentotaal  | Puntentotaal | 183.047  | 183.047    |

| Afstand      | Schaatsster         | Land         | Tijd    | Datum                 |
| ------------ | ------------------- | ------------ | ------- | --------------------- |
| 500 m        | Thijsje Oenema      | NED          | 38,78   | 17-01-2015 18-01-2015 |
| 1000 m       | Jorien ter Mors     | NED          | 1.16,36 | 30-10-2016            |
| 1500 m       | Jorien ter Mors     | NED          | 1.58,54 | 28-10-2016            |
| 3000 m       | Ireen Wüst          | NED          | 4.07,65 | 29-10-2016            |
| 5000 m       | Carlijn Achtereekte | NED          | 7.06,49 | 30-10-2016            |
| Puntentotaal | Puntentotaal        | Puntentotaal | 200.397 | 200.397               |

Gezamenlijk puntentotaal: 383.444

## Amsterdam - Olympisch Stadion
| Afstand      | Schaatser             | Land         | Tijd     | Datum      |
| ------------ | --------------------- | ------------ | -------- | ---------- |
| 500 m        | Michel Mulder         | NED          | 35,44    | 01-03-2014 |
| 1000 m       | Hein Otterspeer       | NED          | 1.10,72  | 01-03-2014 |
| 1500 m       | Sverre Lunde Pedersen | NOR          | 1.48,33  | 11-03-2018 |
| 5000 m       | Sverre Lunde Pedersen | NOR          | 6.33,81  | 10-03-2018 |
| 10.000 m     | Nils van der Poel     | SWE          | 13.40,38 | 11-03-2018 |
| Puntentotaal | Puntentotaal          | Puntentotaal | 187.310  | 187.310    |

| Afstand      | Schaatsster  | Land         | Tijd    | Datum      |
| ------------ | ------------ | ------------ | ------- | ---------- |
| 500 m        | Margot Boer  | NED          | 38,90   | 28-02-2014 |
| 1000 m       | Ireen Wüst   | NED          | 1.17,12 | 28-02-2014 |
| 1500 m       | Miho Takagi  | JPN          | 1.58,82 | 10-03-2018 |
| 3000 m       | Yvonne Nauta | NED          | 4.14,00 | 01-03-2014 |
| 5000 m       | Yvonne Nauta | NED          | 7.21,53 | 02-03-2014 |
| Puntentotaal | Puntentotaal | Puntentotaal | 203.552 | 203.552    |

Gezamenlijk puntentotaal: 390.862

## Deventer - De Scheg
| Afstand      | Schaatser         | Land         | Tijd     | Datum      |
| ------------ | ----------------- | ------------ | -------- | ---------- |
| 500 m        | Ronald Mulder     | NED          | 35,06    | 18-10-2014 |
| 1000 m       | Kai Verbij        | NED          | 1.09,77  | 15-10-2017 |
| 1500 m       | Thomas Krol       | NED          | 1.47,87  | 15-10-2016 |
| 5000 m       | Bob de Vries      | NED          | 6.28,07  | 18-10-2015 |
| 10.000 m     | Jochem Uytdehaage | NED          | 14.00,97 | 09-01-2000 |
| Puntentotaal | Puntentotaal      | Puntentotaal | 186.756  | 186.756    |

| Afstand      | Schaatsster        | Land         | Tijd    | Datum      |
| ------------ | ------------------ | ------------ | ------- | ---------- |
| 500 m        | Esmé Stollenga     | NED          | 38,82   | 16-10-2021 |
| 1000 m       | Isabel Grevelt     | NED          | 1.18,19 | 16-10-2022 |
| 1500 m       | Melissa Wijfje     | NED          | 1.59,11 | 19-10-2019 |
| 3000 m       | Marijke Groenewoud | NED          | 4.09,51 | 16-10-2022 |
| 5000 m       | Barbara de Loor    | NED          | 7.31,12 | 09-01-2000 |
| Puntentotaal | Puntentotaal       | Puntentotaal | 204.315 | 204.315    |

Gezamenlijk puntentotaal: 391.071

## Den Haag - De Uithof
| Afstand      | Schaatser      | Land         | Tijd     | Datum      |
| ------------ | -------------- | ------------ | -------- | ---------- |
| 500 m        | Michel Mulder  | NED          | 35,39    | 06-03-2015 |
| 1000 m       | Kjeld Nuis     | NED          | 1.10,48  | 08-03-2015 |
| 1500 m       | Derek Parra    | USA          | 1.49,78  | 24-11-2001 |
| 5000 m       | Renz Rotteveel | NED          | 6.35,39  | 16-02-2014 |
| 10.000 m     | Evert Hoolwerf | NED          | 13.41,51 | 08-03-2015 |
| Puntentotaal | Puntentotaal   | Puntentotaal | 187.837  | 187.837    |

| Afstand      | Schaatsster       | Land         | Tijd    | Datum      |
| ------------ | ----------------- | ------------ | ------- | ---------- |
| 500 m        | Annette Gerritsen | NED          | 39,11   | 30-01-2016 |
| 1000 m       | Melissa Wijfje    | NED          | 1.18,68 | 08-03-2015 |
| 1500 m       | Anni Friesinger   | GER          | 2.00,31 | 25-11-2001 |
| 3000 m       | Anni Friesinger   | GER          | 4.12,52 | 23-11-2001 |
| 5000 m       | Anni Friesinger   | GER          | 7.15,30 | 24-11-2001 |
| Puntentotaal | Puntentotaal      | Puntentotaal | 204.169 | 204.169    |

Gezamenlijk puntentotaal: 392.006

## Alkmaar - De Meent
| Afstand      | Schaatser    | Land         | Tijd     | Datum      |
| ------------ | ------------ | ------------ | -------- | ---------- |
| 500 m        | Tijmen Snel  | NED          | 35,85    | 08-02-2020 |
| 1000 m       | Pim Schipper | NED          | 1.10,78  | 18-11-2018 |
| 1500 m       | Koen Verweij | NED          | 1.49,34  | 11-03-2017 |
| 5000 m       | Bob de Vries | NED          | 6.31,58  | 15-01-2012 |
| 10.000 m     | Gianni Romme | NED          | 14.01,69 | 03-03-2002 |
| Puntentotaal | Puntentotaal | Puntentotaal | 188.928  | 188.928    |

| Afstand      | Schaatsster     | Land         | Tijd    | Datum      |
| ------------ | --------------- | ------------ | ------- | ---------- |
| 500 m        | Jorien ter Mors | NED          | 38,53   | 08-02-2020 |
| 1000 m       | Femke Kok       | NED          | 1.16,89 | 15-12-2019 |
| 1500 m       | Jorien ter Mors | NED          | 1.57,72 | 08-02-2020 |
| 3000 m       | Merel Conijn    | NED          | 4.10,78 | 12-12-2021 |
| 5000 m       | Reina Anema     | NED          | 7.31,98 | 12-03-2017 |
| Puntentotaal | Puntentotaal    | Puntentotaal | 203.209 | 203.209    |

Gezamenlijk puntentotaal: 392.137

## Leeuwarden - Atje Keulen-Deelstrabaan
| Afstand      | Schaatser      | Land         | Tijd     | Datum      |
| ------------ | -------------- | ------------ | -------- | ---------- |
| 500 m        | Ronald Mulder  | NED          | 35,12    | 22-10-2016 |
| 1000 m       | Janno Botman   | NED          | 1.09,25  | 13-02-2022 |
| 1500 m       | Wesly Dijs     | NED          | 1.48,43  | 12-02-2022 |
| 5000 m       | Marwin Talsma  | NED          | 6.25,90  | 13-02-2022 |
| 10.000 m     | Mark Ooijevaar | NED          | 14.01,61 | 28-12-2017 |
| Puntentotaal | Puntentotaal   | Puntentotaal | 186.558  | 186.558    |

| Afstand      | Schaatsster    | Land         | Tijd    | Datum      |
| ------------ | -------------- | ------------ | ------- | ---------- |
| 500 m        | Esmé Stollenga | NED          | 38,65   | 12-02-2022 |
| 1000 m       | Ireen Wüst     | NED          | 1.17,08 | 22-10-2016 |
| 1500 m       | Elisa Dul      | NED          | 1.58,77 | 12-02-2022 |
| 3000 m       | Reina Anema    | NED          | 4.10,95 | 12-02-2022 |
| 5000 m       | Sterre Jonkers | NED          | 7.51,34 | 22-10-2016 |
| Puntentotaal | Puntentotaal   | Puntentotaal | 205.739 | 205.739    |

Gezamenlijk puntentotaal: 392.297

## Hoorn - IJsbaan de Westfries
| Afstand      | Schaatser      | Land         | Tijd     | Datum      |
| ------------ | -------------- | ------------ | -------- | ---------- |
| 500 m        | Janno Botman   | NED          | 35,76    | 01-02-2025 |
| 1000 m       | Tim Prins      | NED          | 1.10,51  | 08-01-2023 |
| 1500 m       | Serge Yoro     | NED          | 1.49,30  | 07-01-2023 |
| 5000 m       | Bob de Jong    | NED          | 6.33,13  | 16-01-2011 |
| 10.000 m     | Renz Rotteveel | NED          | 13.42,78 | 21-03-2010 |
| Puntentotaal | Puntentotaal   | Puntentotaal | 187.900  | 187.900    |

| Afstand      | Schaatsster     | Land         | Tijd    | Datum      |
| ------------ | --------------- | ------------ | ------- | ---------- |
| 500 m        | Femke Kok       | NED          | 39,15   | 07-12-2019 |
| 1000 m       | Naomi Verkerk   | NED          | 1.17,82 | 08-01-2023 |
| 1500 m       | Marrit Leenstra | NED          | 2.00,03 | 21-03-2010 |
| 3000 m       | Melissa Wijfje  | NED          | 4.14,01 | 28-02-2015 |
| 5000 m       | Yvonne Nauta    | NED          | 7.20,52 | 15-03-2009 |
| Puntentotaal | Puntentotaal    | Puntentotaal | 204.457 | 204.457    |

Gezamenlijk puntentotaal: 392.357

## Breda - Kunstijsbaan Breda
| Afstand      | Schaatser        | Land         | Tijd     | Datum      |
| ------------ | ---------------- | ------------ | -------- | ---------- |
| 500 m        | Dai Dai Ntab     | NED          | 35,33    | 25-02-2017 |
| 1000 m       | Pim Schipper     | NED          | 1.11,05  | 28-02-2016 |
| 1500 m       | Thomas Krol      | NED          | 1.48,90  | 03-03-2018 |
| 5000 m       | Erik Jan Kooiman | NED          | 6.33,38  | 28-02-2016 |
| 10.000 m     | Frank Hermans    | NED          | 13.52,13 | 11-03-2012 |
| Puntentotaal | Puntentotaal     | Puntentotaal | 188.099  | 188.099    |

| Afstand      | Schaatsster       | Land         | Tijd    | Datum      |
| ------------ | ----------------- | ------------ | ------- | ---------- |
| 500 m        | Karolína Erbanová | CZE          | 39,09   | 31-01-2015 |
| 1000 m       | Karolína Erbanová | CZE          | 1.18,30 | 31-01-2015 |
| 1500 m       | Jorien Voorhuis   | NED          | 2.01,97 | 27-02-2016 |
| 3000 m       | Yvonne Nauta      | NED          | 4.14,88 | 28-02-2016 |
| 5000 m       | Yvonne Nauta      | NED          | 7.21,72 | 11-03-2012 |
| Puntentotaal | Puntentotaal      | Puntentotaal | 205.548 | 205.548    |

Gezamenlijk puntentotaal: 393.647

## Assen - De Bonte Wever
| Afstand      | Schaatser       | Land         | Tijd     | Datum      |
| ------------ | --------------- | ------------ | -------- | ---------- |
| 500 m        | Hein Otterspeer | NED          | 36,09    | 19-11-2011 |
| 1000 m       | Beorn Nijenhuis | NED          | 1.11,31  | 06-11-2004 |
| 1500 m       | Beorn Nijenhuis | NED          | 1.49,09  | 07-11-2004 |
| 5000 m       | Sven Kramer     | NED          | 6.31,34  | 03-11-2006 |
| 10.000 m     | Sven Kramer     | NED          | 13.32,70 | 05-11-2006 |
| Puntentotaal | Puntentotaal    | Puntentotaal | 187.877  | 187.877    |

| Afstand      | Schaatsster            | Land         | Tijd    | Datum      |
| ------------ | ---------------------- | ------------ | ------- | ---------- |
| 500 m        | Marianne Timmer        | NED          | 39,49   | 05-11-2004 |
| 1000 m       | Ireen Wüst             | NED          | 1.18,88 | 04-11-2006 |
| 1500 m       | Ireen Wüst             | NED          | 2.02,84 | 05-11-2006 |
| 3000 m       | Renate Groenewold      | NED          | 4.14,98 | 04-11-2006 |
| 5000 m       | Jenita Hulzebosch-Smit | NED          | 7.15,76 | 07-11-2004 |
| Puntentotaal | Puntentotaal           | Puntentotaal | 205.948 | 205.948    |

Gezamenlijk puntentotaal: 393.825

## Utrecht - Vechtsebanen
| Afstand      | Schaatser       | Land         | Tijd     | Datum      |
| ------------ | --------------- | ------------ | -------- | ---------- |
| 500 m        | Erben Wennemars | NED          | 35,49    | 01-11-2002 |
| 1000 m       | Hein Otterspeer | NED          | 1.10,26  | 11-12-2011 |
| 1500 m       | Renz Rotteveel  | NED          | 1.50,86  | 13-03-2011 |
| 5000 m       | Renz Rotteveel  | NED          | 6.39,37  | 11-03-2011 |
| 10.000 m     | Henk Angenent   | NED          | 14.01,21 | 03-11-2002 |
| Puntentotaal | Puntentotaal    | Puntentotaal | 189.570  | 189.570    |

| Afstand      | Schaatsster       | Land         | Tijd    | Datum      |
| ------------ | ----------------- | ------------ | ------- | ---------- |
| 500 m        | Thijsje Oenema    | NED          | 38,84   | 14-12-2013 |
| 1000 m       | Chloé Hoogendoorn | NED          | 1.18,30 | 24-11-2024 |
| 1500 m       | Song Li           | CHN          | 2.02,54 | 29-10-2000 |
| 3000 m       | Barbara de Loor   | NED          | 4.16,91 | 02-11-2002 |
| 5000 m       | Yvonne Nauta      | NED          | 7.21,89 | 13-03-2011 |
| Puntentotaal | Puntentotaal      | Puntentotaal | 205.843 | 205.843    |

Gezamenlijk puntentotaal: 395.413

## Nijmegen - Triavium
| Afstand      | Schaatser       | Land         | Tijd     | Datum      |
| ------------ | --------------- | ------------ | -------- | ---------- |
| 500 m        | Jan Bos         | NED          | 36,38    | 23-03-2002 |
| 1000 m       | Erben Wennemars | NED          | 1.11,15  | 28-09-2003 |
| 1500 m       | Tom Prinsen     | NED          | 1.50,31  | 30-09-2005 |
| 5000 m       | Carl Verheijen  | NED          | 6.33,78  | 28-01-2006 |
| 10.000 m     | Mark Ooijevaar  | NED          | 13.44,27 | 30-09-2007 |
| Puntentotaal | Puntentotaal    | Puntentotaal | 189.316  | 189.316    |

| Afstand      | Schaatsster        | Land         | Tijd    | Datum      |
| ------------ | ------------------ | ------------ | ------- | ---------- |
| 500 m        | Sanne van der Star | NED          | 40,26   | 29-09-2007 |
| 1000 m       | Ireen Wüst         | NED          | 1.19,94 | 30-09-2005 |
| 1500 m       | Barbara de Loor    | NED          | 1.59,87 | 03-11-2005 |
| 3000 m       | Ireen Wüst         | NED          | 4.15,04 | 28-01-2006 |
| 5000 m       | Jelena Peeters     | BEL          | 7.25,52 | 27-09-2014 |
| Puntentotaal | Puntentotaal       | Puntentotaal | 207.244 | 207.244    |

Gezamenlijk puntentotaal: 396.560

## Haarlem - IJsbaan Haarlem
| Afstand      | Schaatser        | Land         | Tijd     | Datum      |
| ------------ | ---------------- | ------------ | -------- | ---------- |
| 500 m        | Mats van den Bos | NED          | 36,59    | 25-02-2024 |
| 1000 m       | Kai in 't Veld   | GRE          | 1.13,05  | 29-12-2024 |
| 1500 m       | Bjarne Rykkje    | NED          | 1.52,55  | 18-02-2006 |
| 5000 m       | Bob de Jong      | NED          | 6.38,29  | 16-10-2011 |
| 10.000 m     | Gert Wierda      | NED          | 13.31,86 | 11-02-2024 |
| Puntentotaal | Puntentotaal     | Puntentotaal | 191.053  | 191.053    |

| Afstand      | Schaatsster     | Land         | Tijd    | Datum      |
| ------------ | --------------- | ------------ | ------- | ---------- |
| 500 m        | Marieke Wijsman | NED          | 40,11   | 27-11-2004 |
| 1000 m       | Elisa Dul       | NED          | 1.18,53 | 13-11-2022 |
| 1500 m       | Melissa Wijfje  | NED          | 2.00,75 | 20-11-2021 |
| 3000 m       | Yvonne Nauta    | NED          | 4.14,45 | 08-12-2013 |
| 5000 m       | Esmee Visser    | NED          | 7.20,69 | 11-02-2024 |
| Puntentotaal | Puntentotaal    | Puntentotaal | 206.102 | 206.102    |

Gezamenlijk puntentotaal: 397.155

## Eindhoven - IJssportcentrum Eindhoven
| Afstand      | Schaatser         | Land         | Tijd     | Datum      |
| ------------ | ----------------- | ------------ | -------- | ---------- |
| 500 m        | Gerard van Velde  | NED          | 36,22    | 25-11-2006 |
| 1000 m       | Beorn Nijenhuis   | NED          | 1.11,02  | 27-11-2005 |
| 1500 m       | Ben Jongejan      | NED          | 1.49,58  | 04-12-2011 |
| 5000 m       | Marcel Bosker     | NED          | 6.28,92  | 14-12-2024 |
| 10.000 m     | Jochem Uytdehaage | NED          | 14.06,16 | 21-12-2003 |
| Puntentotaal | Puntentotaal      | Puntentotaal | 189.456  | 189.456    |

| Afstand      | Schaatsster       | Land         | Tijd    | Datum      |
| ------------ | ----------------- | ------------ | ------- | ---------- |
| 500 m        | Mayon Kuipers     | NED          | 40,05   | 26-02-2011 |
| 1000 m       | Sophie Nijman     | NED          | 1.19,92 | 26-02-2011 |
| 1500 m       | Renate Groenewold | NED          | 2.03,41 | 21-12-2003 |
| 3000 m       | Gretha Smit       | NED          | 4.15,13 | 20-12-2003 |
| 5000 m       | Gretha Smit       | NED          | 7.21,75 | 21-12-2003 |
| Puntentotaal | Puntentotaal      | Puntentotaal | 207.842 | 207.842    |

Gezamenlijk puntentotaal: 397.298

## Tilburg - Ireen Wüst IJsbaan
| Afstand      | Schaatser        | Land         | Tijd     | Datum      |
| ------------ | ---------------- | ------------ | -------- | ---------- |
| 500 m        | Lennart Velema   | NED          | 35,79    | 09-02-2019 |
| 1000 m       | Lennart Velema   | NED          | 1.10,08  | 10-02-2019 |
| 1500 m       | Thomas Krol      | NED          | 1.50,26  | 11-02-2017 |
| 5000 m       | Thomas Geerdinck | NED          | 6.43,20  | 10-02-2019 |
| 10.000 m     | Mark Ooijevaar   | NED          | 14.26,53 | 15-12-2019 |
| Puntentotaal | Puntentotaal     | Puntentotaal | 191.229  | 191.229    |

| Afstand      | Schaatsster      | Land         | Tijd    | Datum      |
| ------------ | ---------------- | ------------ | ------- | ---------- |
| 500 m        | Thijsje Oenema   | NED          | 38,89   | 01-02-2015 |
| 1000 m       | Elisa Dul        | NED          | 1.18,81 | 10-02-2019 |
| 1500 m       | Reina Anema      | NED          | 2.00,76 | 09-02-2019 |
| 3000 m       | Roza Blokker     | NED          | 4.16,69 | 10-02-2019 |
| 5000 m       | Charlotte Bakker | NED          | 7.55,52 | 26-02-2012 |
| Puntentotaal | Puntentotaal     | Puntentotaal | 208.881 | 208.881    |

Gezamenlijk puntentotaal: 400.110

## Amsterdam - Jaap Edenbaan
| Afstand      | Schaatser      | Land         | Tijd     | Datum      |
| ------------ | -------------- | ------------ | -------- | ---------- |
| 500 m        | Yamato Matsui  | JPN          | 35,73    | 10-03-2020 |
| 1000 m       | Yamato Matsui  | JPN          | 1.13,14  | 12-03-2020 |
| 1500 m       | Boris Kusmirak | NED          | 1.53,08  | 15-03-2008 |
| 5000 m       | Mark Ooijevaar | NED          | 6.49,74  | 13-11-2011 |
| 10.000 m     | Mark Ooijevaar | NED          | 14.12,66 | 15-02-2015 |
| Puntentotaal | Puntentotaal   | Puntentotaal | 193.600  | 193.600    |

| Afstand      | Schaatsster        | Land         | Tijd    | Datum      |
| ------------ | ------------------ | ------------ | ------- | ---------- |
| 500 m        | Irina Koeznetsova  | RUS          | 39,38   | 10-03-2020 |
| 1000 m       | Sanneke de Neeling | NED          | 1.20,11 | 12-03-2020 |
| 1500 m       | Miranda Dekker     | NED          | 2.06,69 | 23-03-2013 |
| 3000 m       | Roza Blokker       | NED          | 4.26,51 | 19-01-2014 |
| 5000 m       | Esmee Visser       | NED          | 7.34,70 | 11-03-2020 |
| Puntentotaal | Puntentotaal       | Puntentotaal | 211.553 | 211.553    |

Gezamenlijk puntentotaal: 405.153

## Dronten - Leisure World Ice Centeraan
| Afstand      | Schaatser       | Land         | Tijd     | Datum      |
| ------------ | --------------- | ------------ | -------- | ---------- |
| 500 m        | Jesper Hospes   | NED          | 35,99    | 15-11-2014 |
| 1000 m       | Sjoerd de Vries | NED          | 1.11,75  | 15-11-2015 |
| 1500 m       | Sjoerd de Vries | NED          | 1.50,97  | 14-11-2015 |
| 5000 m       | Evert Hoolwerf  | NED          | 6.37,34  | 15-11-2015 |
| 10.000 m     | Mark Ooijevaar  | NED          | 14.35,08 | 19-11-2016 |
| Puntentotaal | Puntentotaal    | Puntentotaal | 192.343  | 192.343    |

| Afstand      | Schaatsster        | Land         | Tijd    | Datum      |
| ------------ | ------------------ | ------------ | ------- | ---------- |
| 500 m        | Janine Smit        | NED          | 39,75   | 15-11-2014 |
| 1000 m       | Janine Smit        | NED          | 1.19,44 | 16-11-2014 |
| 1500 m       | Yvonne Nauta       | NED          | 2.02,56 | 15-11-2014 |
| 3000 m       | Yvonne Nauta       | NED          | 4.15,20 | 16-11-2014 |
| 5000 m       | Lièn van Dasselaar | NED          | 8.28,79 | 15-02-2020 |
| Puntentotaal | Puntentotaal       | Puntentotaal | 213.735 | 213.735    |

Gezamenlijk puntentotaal: 406.078

## Geleen - Glanerbrook
| Afstand      | Schaatser            | Land         | Tijd     | Datum      |
| ------------ | -------------------- | ------------ | -------- | ---------- |
| 500 m        | Stevan Aldershof     | NED          | 38,47    | 21-01-2006 |
| 1000 m       | Stevan Aldershof     | NED          | 1.16,17  | 11-02-2006 |
| 1500 m       | Mark van der Weijden | NED          | 2.00,35  | 22-01-2006 |
| 5000 m       | Mark Ooijevaar       | NED          | 7.16,49  | 24-02-2018 |
| 10.000 m     | Mark Ooijevaar       | NED          | 14.57,51 | 05-01-2019 |
| Puntentotaal | Puntentotaal         | Puntentotaal | 205.195  | 205.195    |

| Afstand      | Schaatsster       | Land         | Tijd    | Datum      |
| ------------ | ----------------- | ------------ | ------- | ---------- |
| 500 m        | Jelena Peeters    | BEL          | 42,57   | 14-01-2012 |
| 1000 m       | Jelena Peeters    | BEL          | 1.24,78 | 14-01-2012 |
| 1500 m       | Jelena Peeters    | BEL          | 2.11,57 | 15-12-2012 |
| 3000 m       | Natasja Bruintjes | NED          | 4.53,61 | 22-01-2005 |
| 5000 m       | Maaike Head       | NED          | 8.08,11 | 22-01-2005 |
| Puntentotaal | Puntentotaal      | Puntentotaal | 226.562 | 226.562    |

Gezamenlijk puntentotaal: 431.757

## Ammerstol - De Vooruitgang
| Afstand      | Schaatser         | Land         | Tijd     | Datum      |
| ------------ | ----------------- | ------------ | -------- | ---------- |
| 500 m        | Hein Otterspeer   | NED          | 39,77    | 08-01-2009 |
| 1000 m       | Hein Otterspeer   | NED          | 1.21,44  | 08-01-2009 |
| 1500 m       | Bart van den Berg | NED          | 2.06,17  | 08-01-2009 |
| 5000 m       | Mark Ooijevaar    | NED          | 7.23,56  | 08-02-2012 |
| 10.000 m     | Mark Ooijevaar    | NED          | 16.00,72 | 09-02-2012 |
| Puntentotaal | Puntentotaal      | Puntentotaal | 214.938  | 214.938    |

| Afstand      | Schaatsster            | Land         | Tijd    | Datum      |
| ------------ | ---------------------- | ------------ | ------- | ---------- |
| 500 m        | Annouk van der Weijden | NED          | 44,43   | 08-01-2009 |
| 1000 m       | Annouk van der Weijden | NED          | 1.29,75 | 08-01-2009 |
| 1500 m       | Natasja Roest          | NED          | 2.24,66 | 09-02-2012 |
| 3000 m       | Anja Bollaart          | NED          | 5.16,87 | 18-02-1987 |
| 5000 m       | Natasja Roest          | NED          | 8.59,90 | 08-02-2012 |
| Puntentotaal | Puntentotaal           | Puntentotaal | 244.326 | 244.326    |

Gezamenlijk puntentotaal: 459.264

## Locatie
Op dit kaartje is de locatie van elke bovenstaande baan weergegeven.
| · Alkmaar Amsterdam Assen Breda Den Haag Deventer Eindhoven Enschede Geleen Groningen Haarlem Heerenveen Hoorn Nijmegen Tilburg Utrecht Leeuwarden Langebaanschaatsenbanen in Nederland |